# Tilly-sur-Seulles
Pour les articles homonymes, voir Tilly et Seulles (homonymie).
Tilly-sur-Seulles est une commune française, située dans le département du Calvados en région Normandie, peuplée de 1 813 habitants.

## Géographie
La commune est au sud-est du Bessin. Son bourg est à 12 km au nord de Villers-Bocage, à 13 km au sud-est de Bayeux et à 21 km à l'ouest de Caen.
| Bucéels                      | Audrieu           | Fontenay-le-Pesnel  |
| Bucéels, Lingèvres           | Tilly-sur-Seulles | Fontenay-le-Pesnel  |
| Lingèvres, Hottot-les-Bagues | Hottot-les-Bagues | Juvigny-sur-Seulles |

Le 1er janvier 2017, la commune passe de l'arrondissement de Caen à celui de Bayeux.

### Hydrographie
La commune est située dans le bassin Seine-Normandie. Elle est drainée par la Seulles, le ruisseau du Pont Tueloup, le cours d'eau 01 du Mesnil-Landon et divers autres petits cours d'eau,.
La Seulles, d'une longueur de 72 km, prend sa source dans la commune de Dialan sur Chaîne et se jette  dans la baie de Seine à Courseulles-sur-Mer, après avoir traversé 31 communes. Les caractéristiques hydrologiques de la Seulles sont données par la station hydrologique située sur la commune de Juvigny-sur-Seulles. Le débit moyen mensuel est de 1,53 m3/s. Le débit moyen journalier maximum est de 32,6 m3/s, atteint lors de la crue du 26 janvier 1995. Le débit instantané maximal est quant à lui de 36,7 m3/s, atteint le 5 décembre 1988.

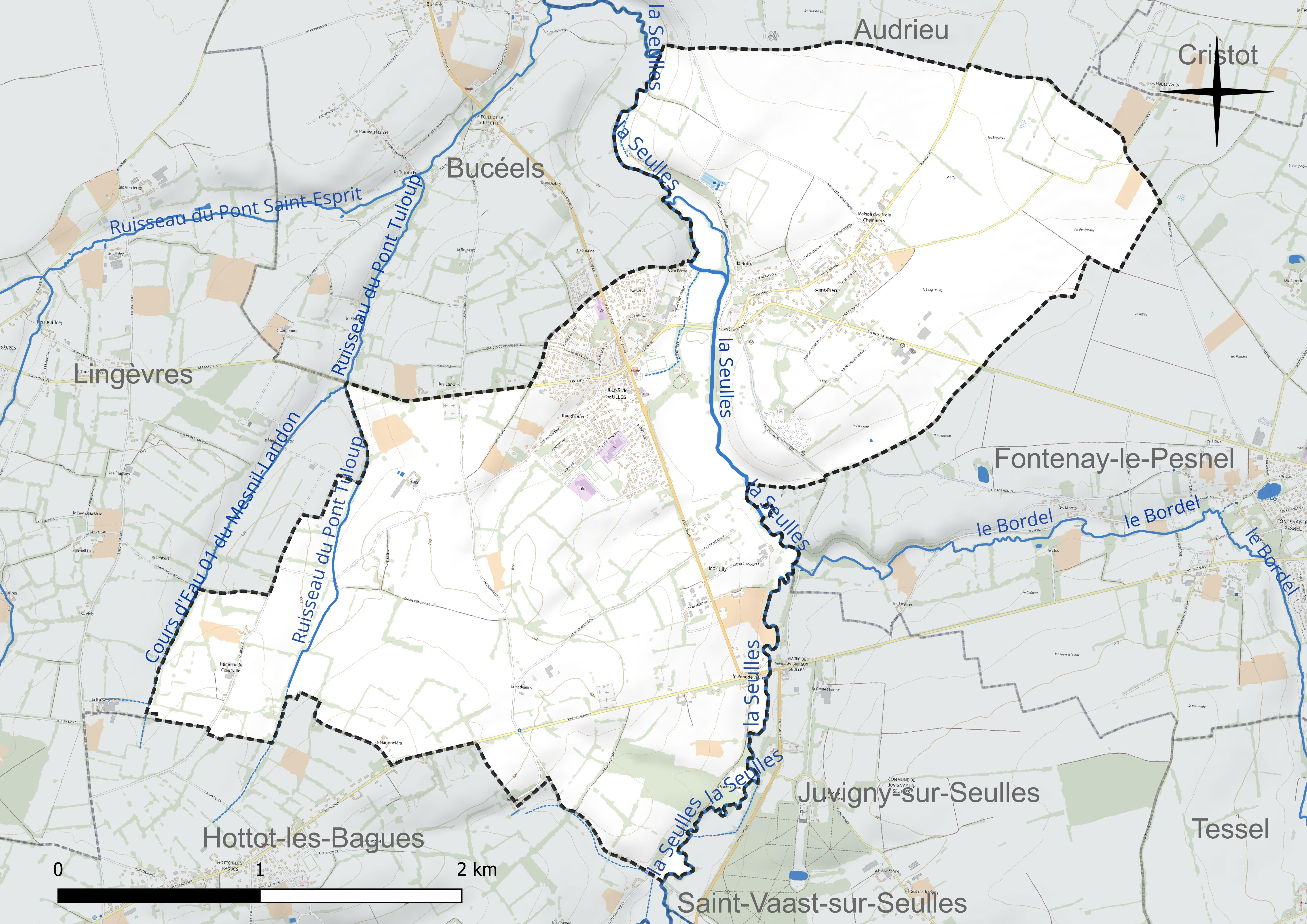
Réseau hydrographique de Tilly-sur-Seulles.

### Climat
Pour des articles plus généraux, voir Climat de la Normandie et Climat du Calvados.
En 2010, le climat de la commune est de type climat océanique altéré, selon une étude du CNRS s'appuyant sur une série de données couvrant la période 1971-2000. En 2020, Météo-France publie une typologie des climats de la France métropolitaine dans laquelle la commune est exposée à un climat océanique et est dans la région climatique  Normandie (Cotentin, Orne), caractérisée par une pluviométrie relativement élevée (850 mm/a) et un été frais (15,5 °C) et venté. Parallèlement le GIEC normand, un groupe régional d'experts sur le climat, différencie quant à lui, dans une étude de 2020, trois grands types de climats pour la région Normandie, nuancés à une échelle plus fine par les facteurs géographiques locaux. La commune est, selon ce zonage, exposée à un « climat des plateaux abrités », correspondant à la plaine agricole de Caen à Falaise, sous le vent des collines de Normandie et proche de la mer, se caractérisant par une pluviométrie et des contraintes thermiques modérées.
Pour la période 1971-2000, la température annuelle moyenne est de 10,6 °C, avec  une amplitude thermique annuelle de 12,2 °C. Le cumul annuel moyen de précipitations est de 772 mm, avec 12,8 jours de précipitations en janvier et 7,2 jours en juillet. Pour la période 1991-2020, la température moyenne annuelle observée sur la station météorologique la plus proche, située sur la commune de Carpiquet à 13 km à vol d'oiseau, est de 11,5 °C et le cumul annuel moyen de précipitations est de 740,3 mm,. Pour l'avenir, les paramètres climatiques de la commune estimés pour 2050 selon différents scénarios d'émission de gaz à effet de serre sont consultables sur un site dédié publié par Météo-France en novembre 2022.

## Urbanisme

### Typologie
Au 1er janvier 2024, Tilly-sur-Seulles est catégorisée bourg rural, selon la nouvelle grille communale de densité à 7 niveaux définie par l'Insee en 2022.
Elle est située hors unité urbaine. Par ailleurs la commune fait partie de l'aire d'attraction de Caen, dont elle est une commune de la couronne,. Cette aire, qui regroupe 296 communes, est catégorisée dans les aires de 200 000 à moins de 700 000 habitants,.

### Occupation des sols
L'occupation des sols de la commune, telle qu'elle ressort de la base de données européenne d'occupation biophysique des sols Corine Land Cover (CLC), est marquée par l'importance des territoires agricoles (89,6 % en 2018), en diminution par rapport à 1990 (93,1 %). La répartition détaillée en 2018 est la suivante : 
terres arables (46,3 %), prairies (43,3 %), zones urbanisées (8,7 %), forêts (1,7 %). L'évolution de l'occupation des sols de la commune et de ses infrastructures peut être observée sur les différentes représentations cartographiques du territoire : la carte de Cassini (XVIIIe siècle), la carte d'état-major (1820-1866) et les cartes ou photos aériennes de l'IGN pour la période actuelle (1950 à aujourd'hui).

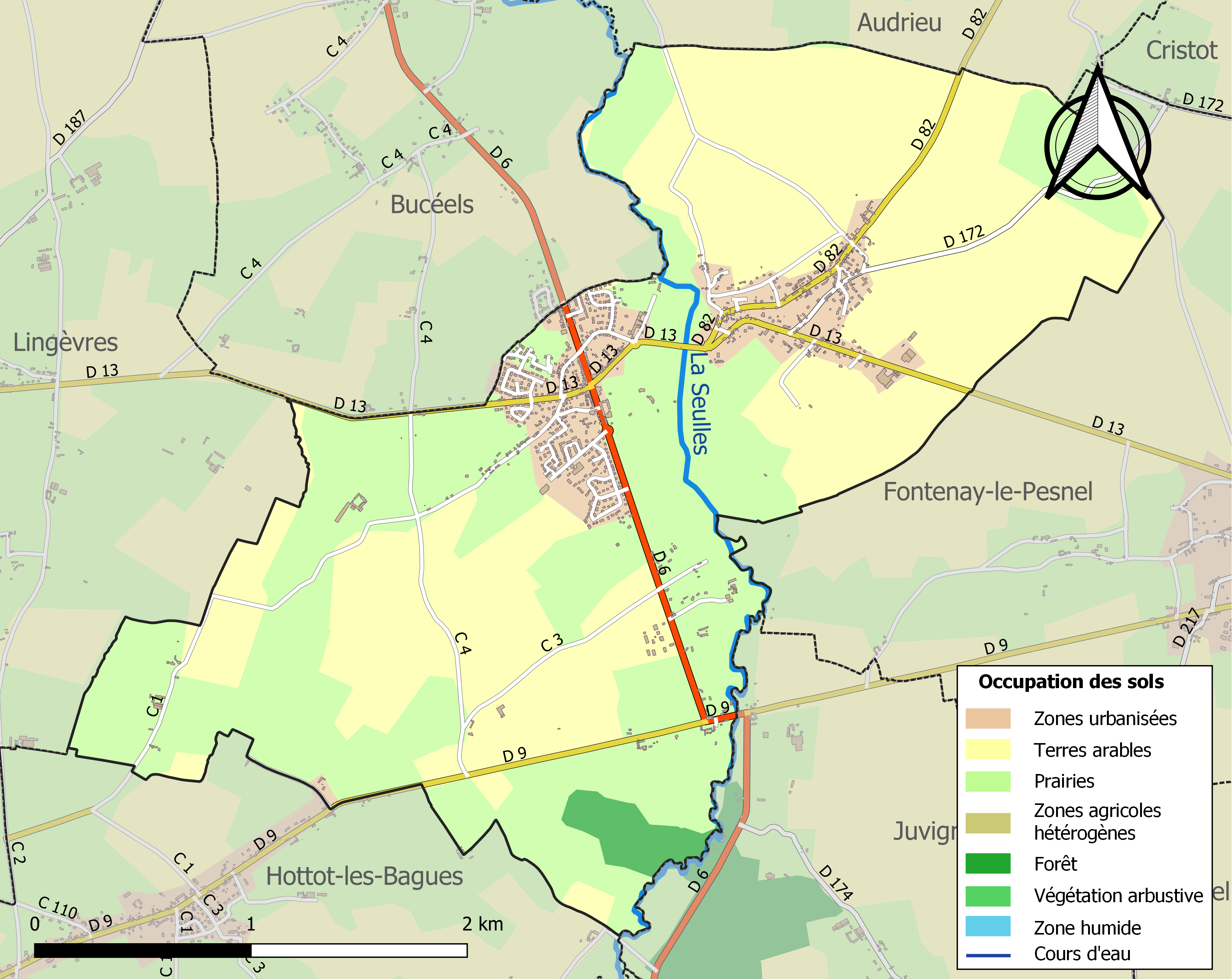
Carte des infrastructures et de l'occupation des sols de la commune en 2018 (CLC).

## Toponymie
Le toponyme est attesté sous la forme Tilleium en 1198.
Le nom révolutionnaire Tilly-d'Orceau devient Tilly sur Seule en 1793 et Tilly-sur-Seulles à partir de 1801.
Selon René Lepelley, il est issu du latin tilia ou de l'ancien français til, « tilleul ».
Charles Rostaing pense davantage à l'anthroponyme latin Tilius.
Le fleuve côtier la Seulles borde et traverse le territoire du sud au nord.
Le gentilé est Tillois.

## Histoire
En 1759, François-Jean Orceau de Fontette achète la terre et la seigneurie de Tilly. Il obtient en 1766 qu'elle soit érigée en marquisat de Tilly d'Orceau. Il fait reconstruire le château de Tilly.
Cette localité est le théâtre d'apparitions mariales en 1896.
La ville est lourdement détruite en juin 1944, lors de la bataille de Normandie. Comprise dans le secteur de la bataille de Caen en juin 1944-juillet 1944. La bataille de Tilly dure du 7 au 19 juin 1944, opposant les troupes britanniques de la 50th Infantry Division, la 56th Independant Infantry Brigade, la 8th independant armored Brigade et la Panzer Lehr à l'ouest de la Seulles et la 12e Panzerdivision SS Hitlerjugend à l'est. Le front étant bloqué sur cette ligne Tilly/Caen, l'état-major britannique lance l'opération Perch qui va consister au contournement de Tilly par l'ouest et pousser jusqu'à Villers-Bocage en vue de prendre Caen par le sud et l'ouest. C'est la 7th armored Division qui est chargée de cette opération. Elle fut un échec complet.
Le carrefour de Tilly sera pris le 19 juin 1944 mais les combats au sud du village continueront jusqu'en juillet.

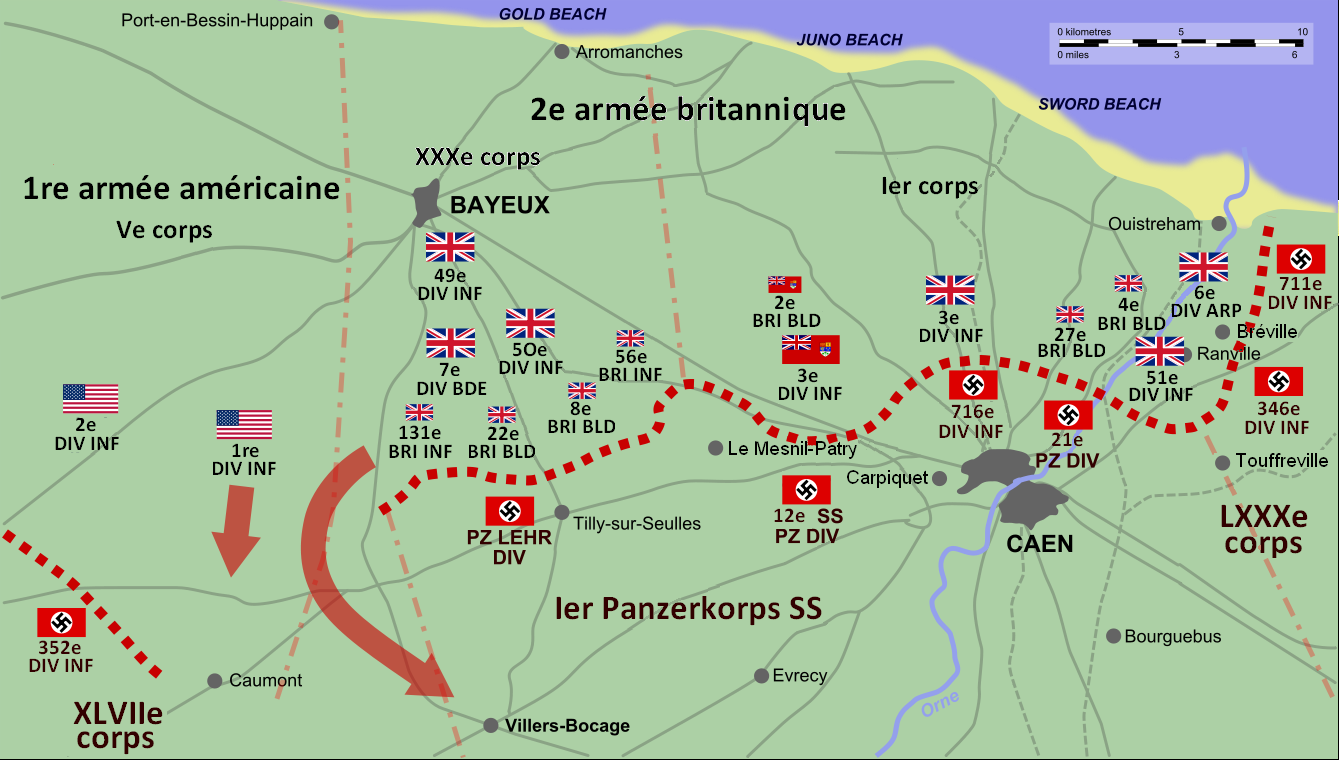
Positions des forces alliées et allemandes le 12 juin 1944 lors de l'opération Perch.

## Politique et administration
| Période                                  | Période   | Identité            | Étiquette | Qualité                        |
| ---------------------------------------- | --------- | ------------------- | --------- | ------------------------------ |
| avant 1995                               | 1995      | André Boscher       | DVD       | Notaire                        |
| 1995                                     | mars 2014 | Olivier Quesnot     | PRG       | Conseiller général (2001-2015) |
| mars 2014                                | mai 2020  | Daniel Leservoisier | SE        | Technicien télécom             |
| mai 2020                                 | En cours  | Didier Couillard    | SE        | Responsable de cuisine         |
| Les données manquantes sont à compléter. |           |                     |           |                                |

Le conseil municipal est composé de dix-neuf membres dont le maire et quatre adjoints.

## Démographie
L'évolution du nombre d'habitants est connue à travers les recensements de la population effectués dans la commune depuis 1793. Pour les communes de moins de 10 000 habitants, une enquête de recensement portant sur toute la population est réalisée tous les cinq ans, les populations de référence des années intermédiaires étant quant à elles estimées par interpolation ou extrapolation. Pour la commune, le premier recensement exhaustif entrant dans le cadre du nouveau dispositif a été réalisé en 2005.
En 2022, la commune comptait 1 813 habitants, en évolution de +6,96 % par rapport à 2016 (Calvados : +1,58 %, France hors Mayotte : +2,11 %).
| 1793 | 1800 | 1806 | 1821  | 1831  | 1841  | 1846  | 1851  | 1856  |
| ---- | ---- | ---- | ----- | ----- | ----- | ----- | ----- | ----- |
| 832  | 858  | 939  | 1 046 | 1 030 | 1 174 | 1 186 | 1 212 | 1 185 |

| 1861  | 1866  | 1872  | 1876  | 1881  | 1886  | 1891 | 1896 | 1901 |
| ----- | ----- | ----- | ----- | ----- | ----- | ---- | ---- | ---- |
| 1 190 | 1 176 | 1 127 | 1 127 | 1 102 | 1 034 | 972  | 957  | 918  |

| 1906 | 1911 | 1921 | 1926 | 1931 | 1936 | 1946 | 1954 | 1962 |
| ---- | ---- | ---- | ---- | ---- | ---- | ---- | ---- | ---- |
| 864  | 855  | 728  | 732  | 684  | 747  | 602  | 770  | 874  |

| 1968 | 1975  | 1982  | 1990  | 1999  | 2005  | 2006  | 2010  | 2015  |
| ---- | ----- | ----- | ----- | ----- | ----- | ----- | ----- | ----- |
| 973  | 1 064 | 1 092 | 1 252 | 1 251 | 1 271 | 1 325 | 1 537 | 1 672 |

| 2020  | 2022  | - | - | - | - | - | - | - |
| ----- | ----- | - | - | - | - | - | - | - |
| 1 766 | 1 813 | - | - | - | - | - | - | - |

## Lieux et monuments
- Chapelle Notre-Dame-du-Val (musée de la bataille de la commune). Elle fait l'objet d'un classement au titre des Monuments historiques depuis le 11 septembre 1963[32].
- Église Saint-Pierre, XIe siècle, romane, fait l'objet d'une inscription au titre des Monuments historiques depuis le 24 janvier 1927[33]. Deux tableaux sont classés à titre d'objets.
- Pont médiéval sur la Seulles, inscrit depuis le 19 septembre 2006 au titre des Monuments historiques[34].
- Vestiges du château de Tilly-sur-Seulles. Le château avait été construit par François-Jean Orceau, baron de Fontette, intendant de la généralité de Caen en 1752, puis chancelier de Monsieur, frère du roi. Sa terre de Tilly a été érigée en marquisat en 1766. Bien qu'il ait voulu construire rapidement un château neuf, le baron de Fontette en a été temporairement empêché à la suite de problèmes juridiques. Il a demandé des plans à plusieurs architectes, puis à l'ingénieur de la généralité de Caen jusqu'au début des années 1770. Étienne Faisant a proposé une construction du château de Tilly-sur-Seules en deux temps :
  - à partir de 1759, la construction de deux ailes courbes avec des pavillons d'extrémité, probablement suivant les plans de l'architecte normand Antoine Matthieu Le Carpentier (1709-1773) qui avait comme collaborateur Guillaume-Martin Couture,
  - à partir de 1770, construction du corps de logis central sous la direction, et peut-être la conception, de Guillaume-Martin Couture.

Le château a été détruit en grande partie en 1866, et pour ce qu'il en restait, pendant la Seconde guerre mondiale.
- Anciens lavoirs.
- La chapelle du Très-Saint-Rosaire (XXe siècle).
- Hameaux de Saint-Pierre et de Montilly, préservés de la destruction.
- Deux cimetières militaires britanniques de la Seconde Guerre mondiale : le cimetière « de Tilly-sur-Seulles » et celui « d'Hottot-les-Bagues », dénommé différemment mais bien sur le territoire de Tilly.

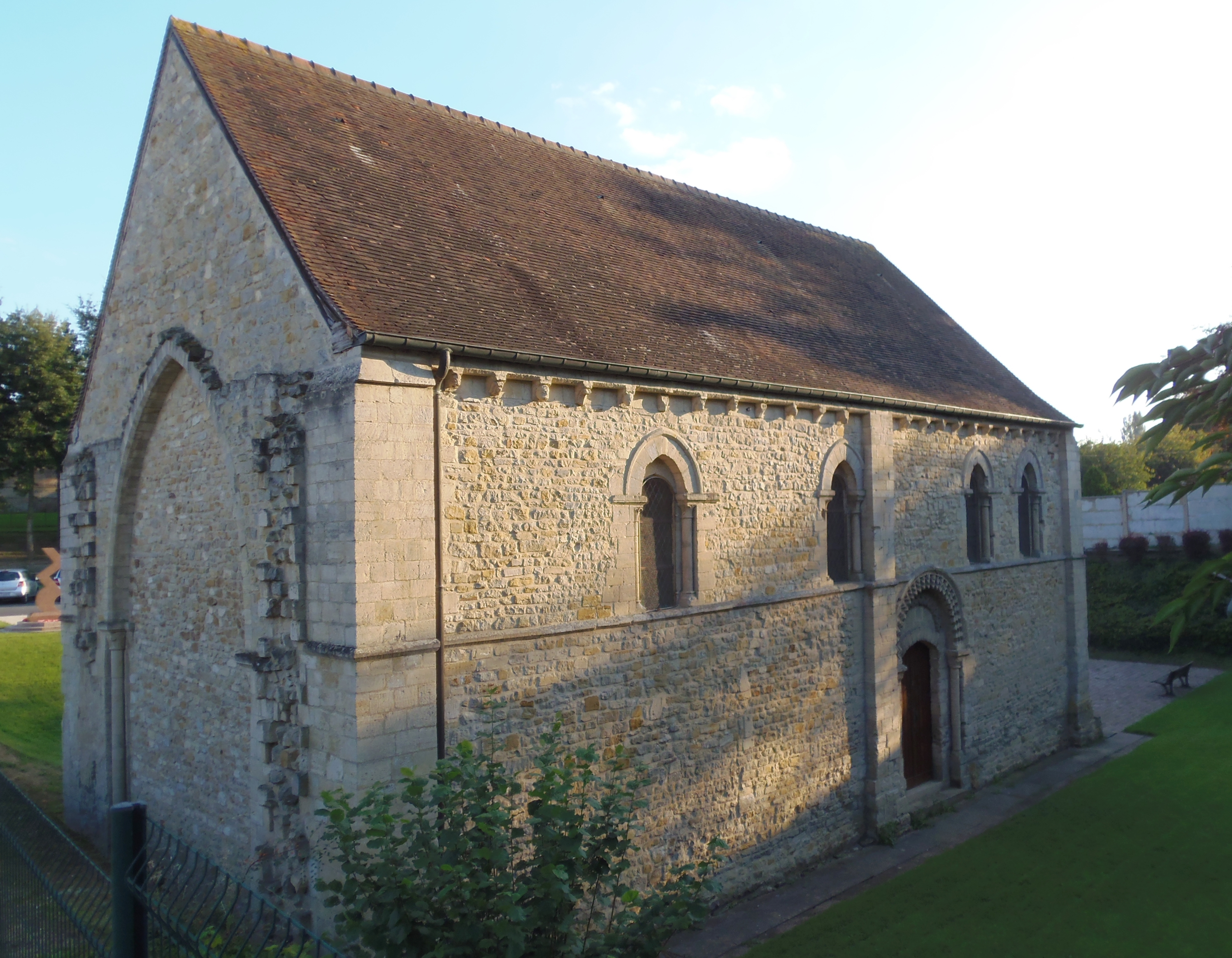
La chapelle Notre-Dame-du-Val.
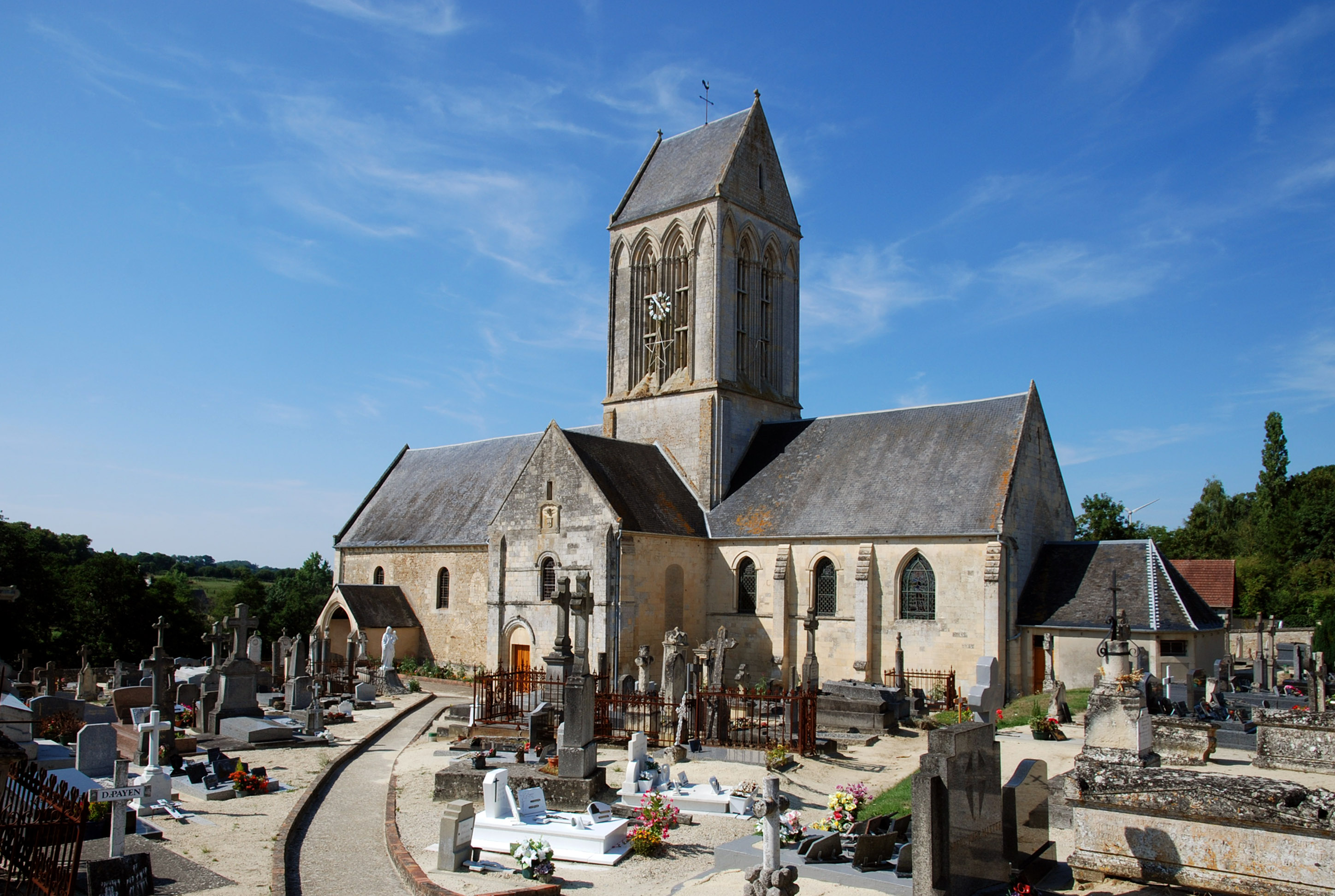
L'église Saint-Pierre.
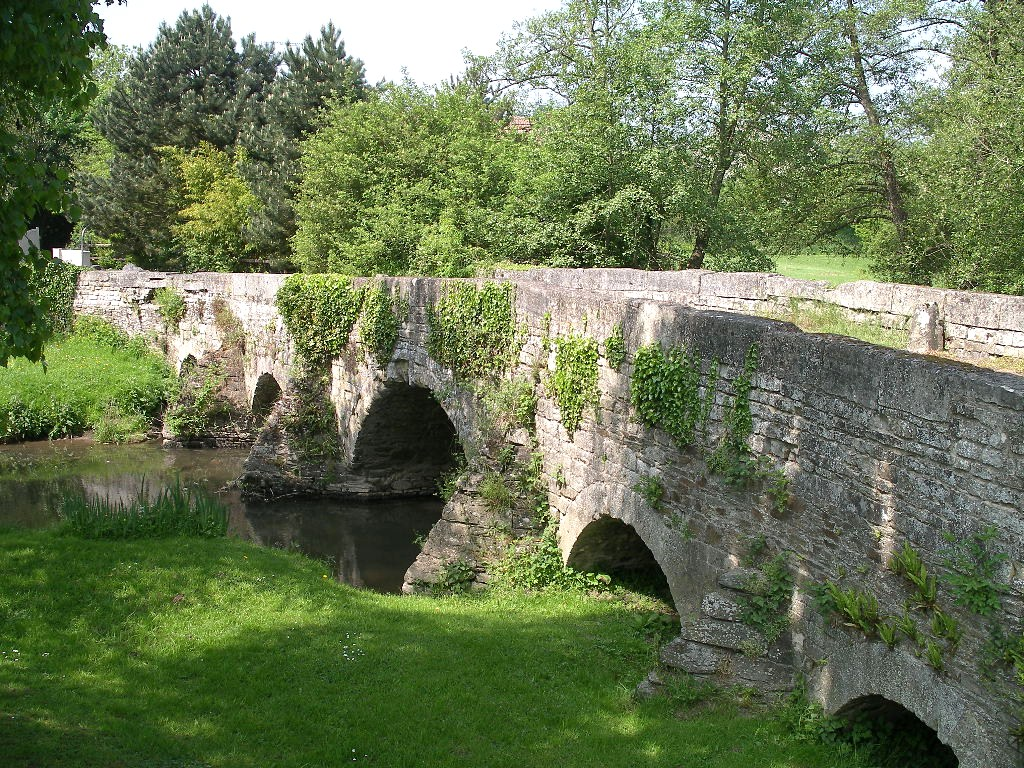
Le pont médiéval sur la Seulles.
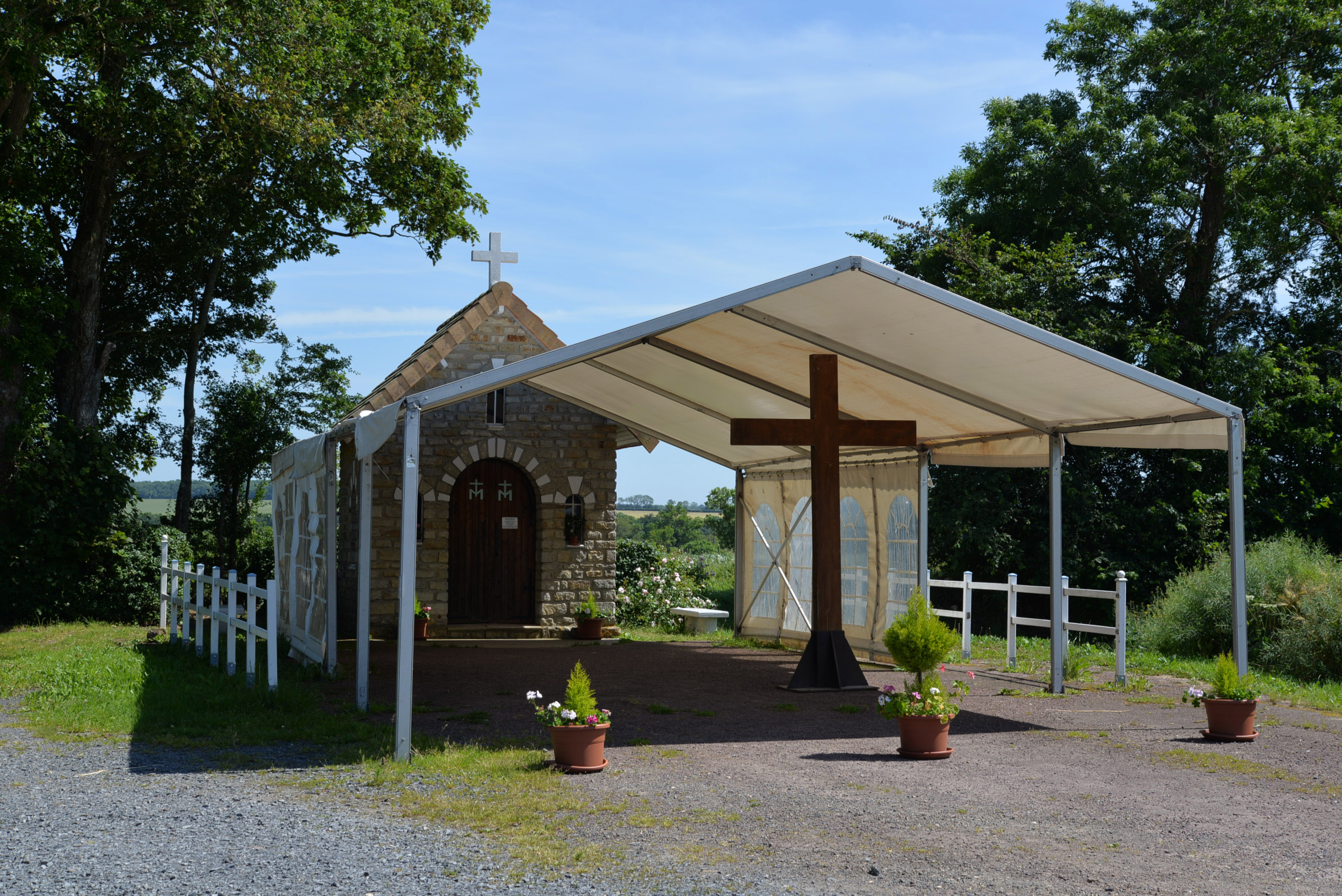
La chapelle Notre-Dame du Rosaire.
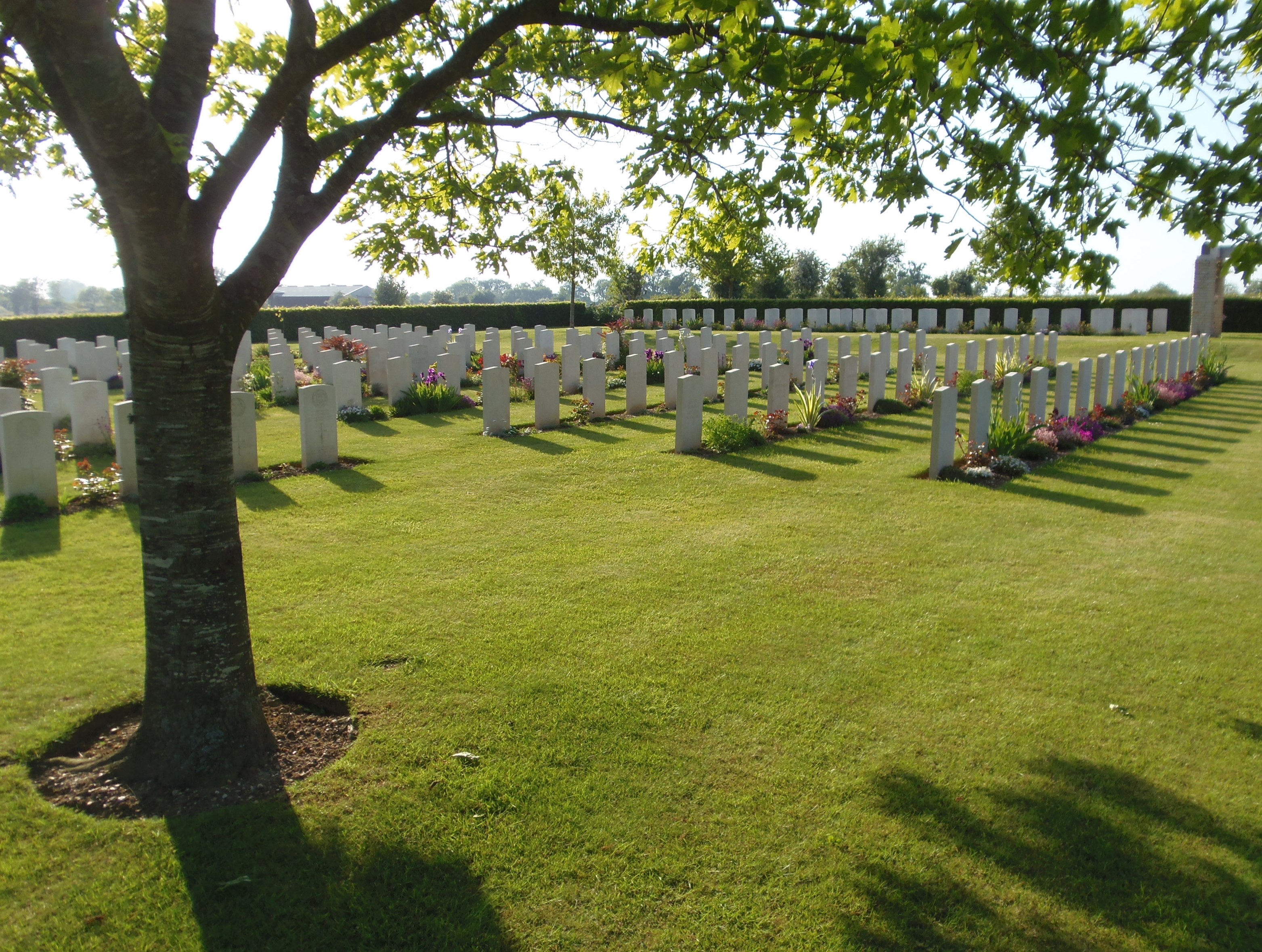
Le cimetière militaire d'Hottot-les-Bagues.
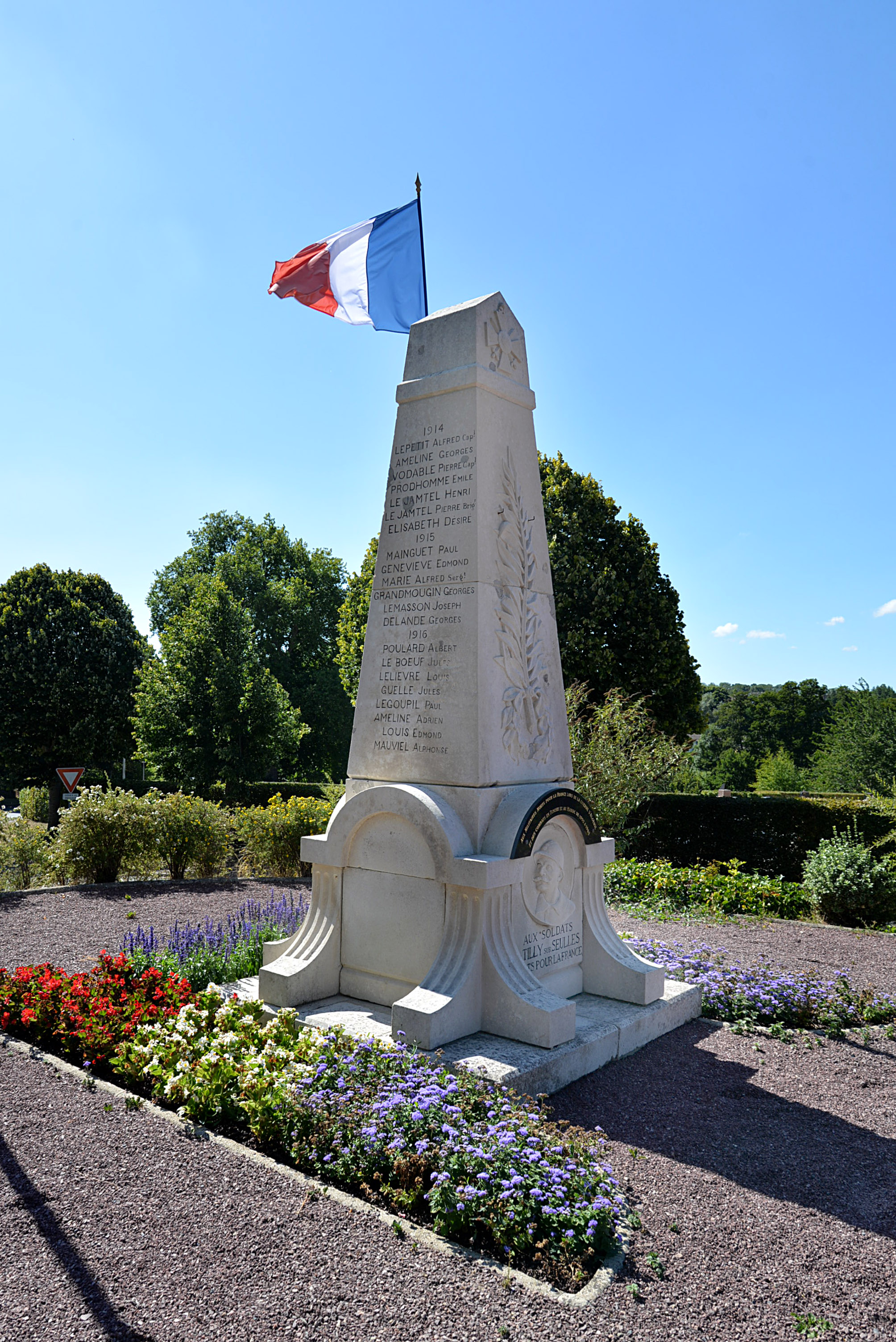
Le monument aux morts.

## Activité et manifestations

### Sports
L'Union sportive de Tilly-sur-Seulles fait évoluer deux équipes de football en divisions de district.
- Moto-cross international.
- Cross-country à label régional organisé en décembre par le LC Bretteville-sur-Odon Athlé[37],[38]. Support des championnats du Calvados 2022 de cross long[39], et des championnats de Normandie 2023 de cross court[40].

### Jumelages
- Horrabridge (Royaume-Uni) depuis 1974.

### Manifestations
- Feu de la Saint-Jean.
- Méchoui en septembre.
- Expositions au musée de la bataille durant la saison.
- Fête patronale de la Madeleine au mois de juillet.
- Feu d'artifice fin juillet.
- Kermesses des écoles en fin d'année scolaire.
- Vide-greniers en octobre.
- Salon du livre de la bataille de Normandie au mois de juin, organisé par l'association Tilly 1944.
- Retransmission de spectacles à la salle des fêtes.
- Tournois de football.
- Concours des maisons fleuries.
- Repas des anciens.

## Personnalités liées à la commune
- La famille de Tilly, lignée de seigneurs de Tilly-sur-Seulles au Moyen Âge.
- François-Jean Orceau de Fontette (1718-1794), premier marquis de Tilly d'Orceau.
- Eugène Vintras (1807-1875), ouvrier cartonnier de Tilly-sur-Seulles, se prétendait la réincarnation du prophète Élie.
- Marie Martel (v. 1872-1913), témoin d'une apparition mariale en 1896[41].
- La famille Godard, disparue en 1999, habitait Tilly-sur-Seulles.

## Héraldique
| Blason de Tilly-sur-Seulles | Blason  | Une fleur de lis.                                |
| Blason de Tilly-sur-Seulles | Détails | Le statut officiel du blason reste à déterminer. |